# Discodermia simillima
Discodermia simillima är en svampdjursart som beskrevs av William Johnson Sollas 1888. Discodermia simillima ingår i släktet Discodermia och familjen Theonellidae. Inga underarter finns listade i Catalogue of Life.